# Challenger de Biella 2015
El torneo Challenger Pulcra Lachiter Biella 2015 es un torneo profesional de tenis. Pertenece al ATP Challenger Series 2015. Se disputó su 12.ª edición sobre superficie dura, en Biella, Italia entre el 27 julio al 2 de agosto de 2015.

## Jugadores participantes del cuadro de individuales
| Favorito | País                               | Jugador                 | Rank1 | Posición en el torneo |
| -------- | ---------------------------------- | ----------------------- | ----- | --------------------- |
| 1        | Bandera de Georgia                 | Nikoloz Basilashvili    | 118   | Primera ronda         |
| 2        | Bandera de Brasil                  | André Ghem              | 128   | Primera ronda         |
| 3        | Bandera de los Países Bajos        | Thiemo de Bakker        | 137   | Segunda ronda         |
| 4        | Bandera de Chile                   | Hans Podlipnik-Castillo | 164   | Cuartos de final      |
| 5        | Bandera de Argentina               | Nicolás Kicker          | 174   | FINAL                 |
| 6        | Bandera de Eslovaquia              | Andrej Martin           | 178   | CAMPEÓN               |
| 7        | Bandera de la República Dominicana | José Hernández          | 182   | Segunda ronda         |
| 8        | Bandera de Eslovaquia              | Jozef Kovalík           | 186   | Primera ronda         |

- 1 Se ha tomado en cuenta el ranking del 20 de julio de 2015.

### Otros participantes
Los siguientes jugadores recibieron una invitación (wild card), por lo tanto ingresan directamente al cuadro principal (WC):
- Salvatore Caruso
- Gianluigi Quinzi
- Stefano Napolitano
- Alessandro Giannessi

Los siguientes jugadores ingresan al cuadro principal tras disputar el cuadro clasificatorio (Q):
- Bastián Malla
- João Menezes
- Marco Bortolotti
- Fabricio Neis

## Campeones

### Individual Masculino
- Andrej Martin derrotó en la final a  Nicolás Kicker, 6-2, 6-2

### Dobles Masculino
- Andrej Martin /  Hans Podlipnik-Castillo derrotaron en la final a  Alexandru-Daniel Carpen /  Dino Marcan, 7–5, 1–6, [10–8]